# Grup d'exèrcits
Un Grup d'exèrcits és una unitat militar integrada per 2 o més exèrcits de camp que actuen conjuntament i estan sota un comandament únic.